# Mozja (vattendrag i Belarus)
Mozja (vitryska: Можа) är ett vattendrag i Belarus. Det ligger i den centrala delen av landet, 100 km öster om huvudstaden Minsk.
I omgivningarna runt Mozja växer i huvudsak blandskog. Runt Mozja är det glesbefolkat, med 15 invånare per kvadratkilometer.